# 訃報 2012年1月
訃報 2012年1月（ふほう 2012ねん1がつ）では、2012年1月に物故した、又は物故が報じられた人物についてまとめる。

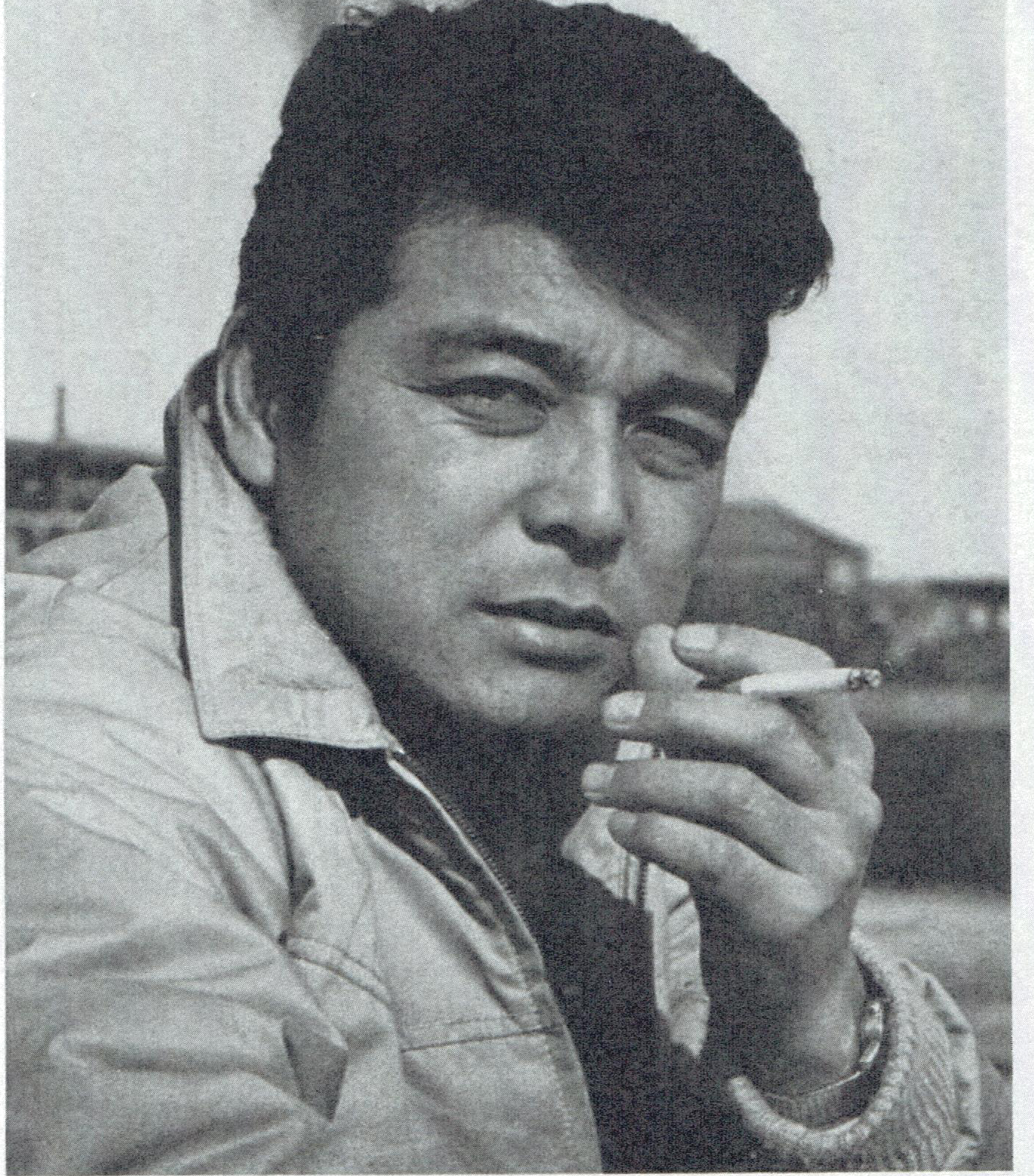
二谷英明／1月7日没

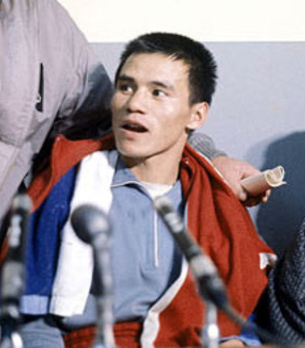
桜井孝雄／1月10日没

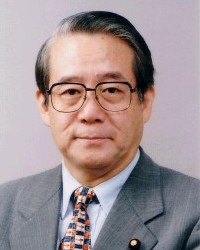
日出英輔／1月15日没

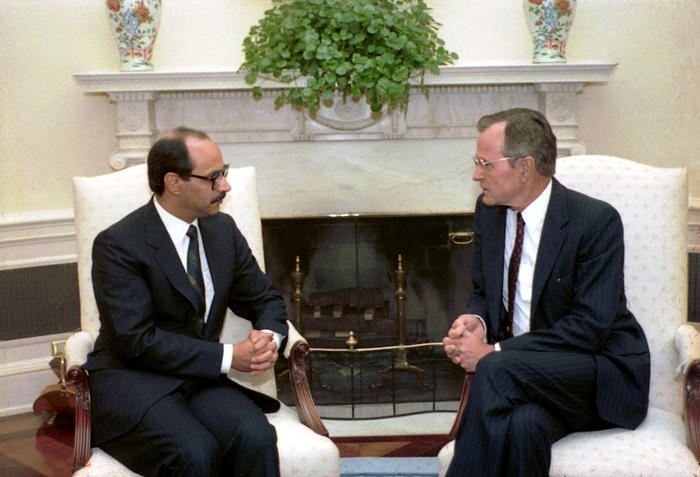
サウード・ナシール・アル・サーウド・アル＝サバー（左）／1月21日没

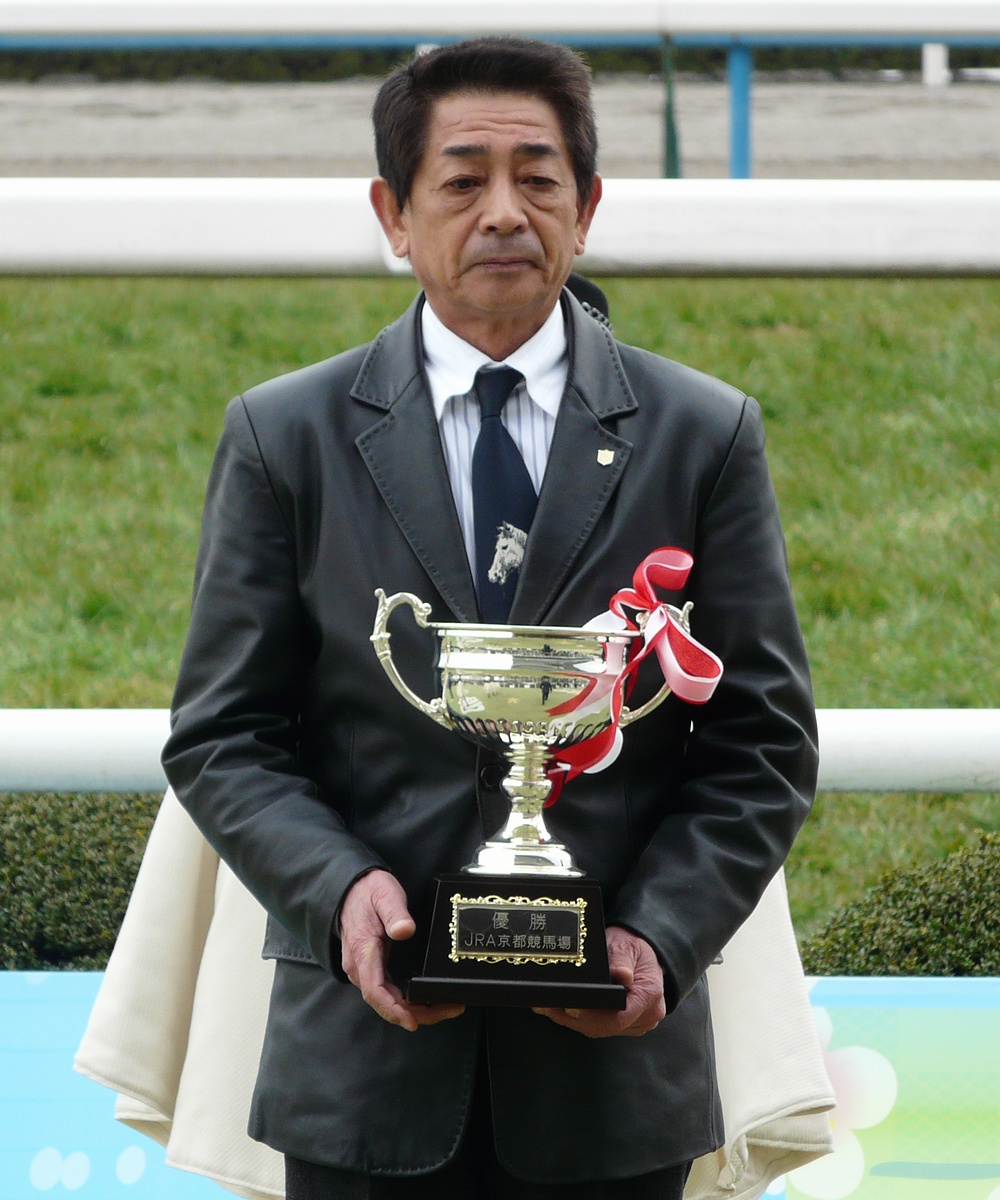
小島貞博／1月23日没

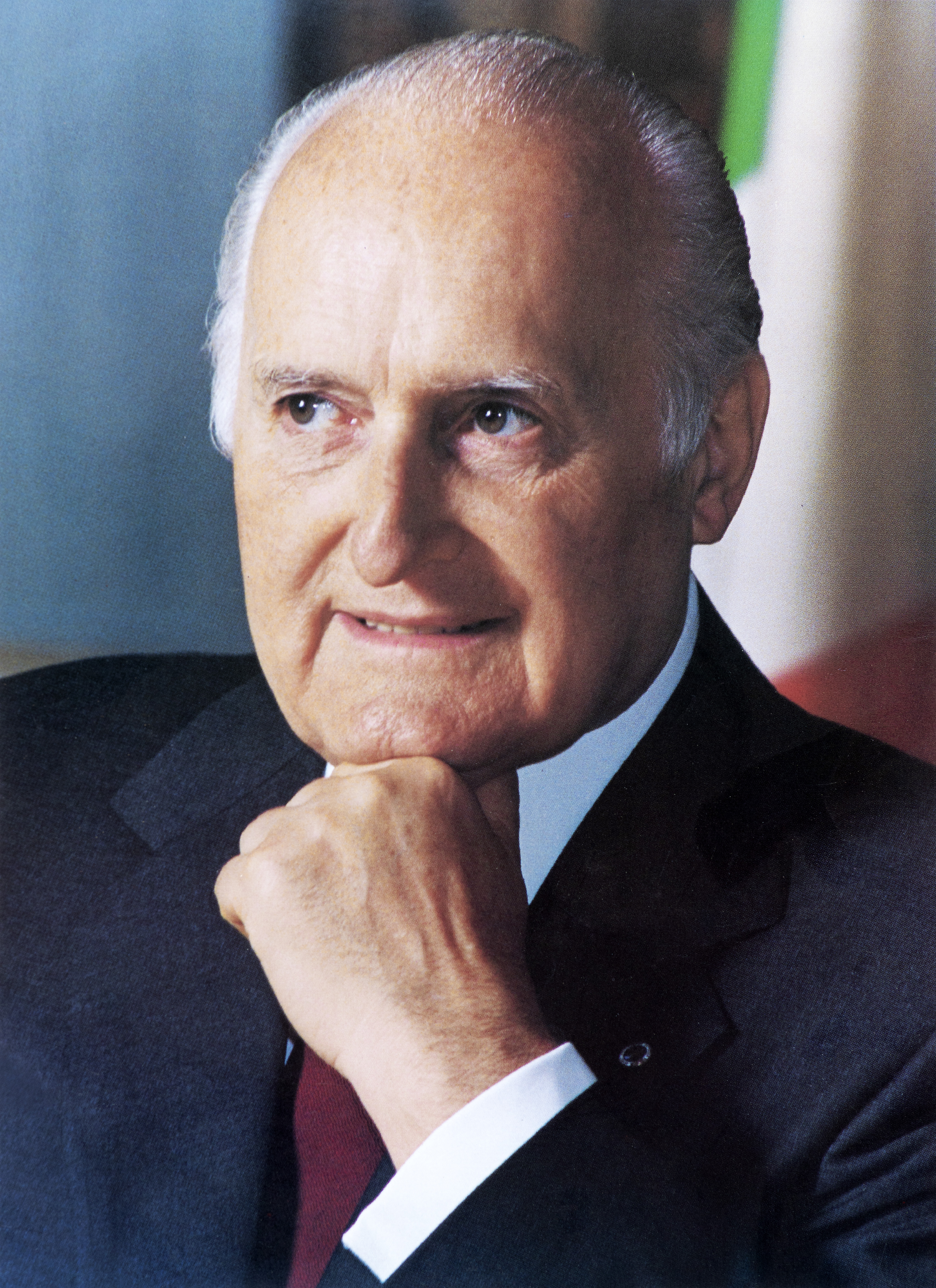
オスカル・ルイージ・スカルファロ／1月29日没

## 1日 - 15日
- 1月1日 - キロ・グリゴロフ、マケドニア共和国の政治家、同国初代大統領（* 1917年）[1]
- 1月1日 - 細見華岳、日本の綴織職人、人間国宝（* 1922年）[2]
- 1月2日 - ゴードン・ヒラバヤシ、アメリカ合衆国の日系人（日系二世）社会学者（* 1918年）[3]
- 1月2日 - 岩永章、日本の二重被爆者（* 1920年?）[4]
- 1月2日 - 林由郎、日本のプロゴルファー（* 1922年）[5]
- 1月2日 - ヘルムート・ミュラー＝ブリュール、ドイツの指揮者（* 1933年）[6]
- 1月2日 - 真樹日佐夫、日本の空手家、漫画原作者、小説家（* 1940年）[7]
- 1月2日 - 愛宕元、日本の中国史学者、京都大学名誉教授、帝京大学教授（* 1943年）[8]
- 1月2日 - 野口竜、日本の漫画家・イラストレーター（* 1944年）[9]
- 1月3日 - 松原治、日本の実業家、紀伊國屋書店元会長（* 1917年）[10]
- 1月3日 - 鈴木乙一郎、日本の政治家、元栃木市長（* 1924年）[11]
- 1月3日 - 鳳飛飛（中国語: 鳳飛飛、英語: Feng Fei-fei）、中華民国の歌手（* 1953年）[12]
- 1月4日 - 局哲平、日本の実業家、元井筒屋社長・元九州百貨店協会会長（* 1911年）[13]
- 1月4日 - イヴ・アーノルド、アメリカ合衆国出身の写真家（* 1912年）[14]
- 1月4日 - 大石尚子、日本の政治家、民主党参議院議員、元衆議院議員、元神奈川県議会議員（* 1936年）[15]
- 1月4日 - 千藤幸蔵、日本の作曲家、三味線演奏家（* 1937年）[16]
- 1月4日（遺体発見） - 長瀬弘樹、日本の作曲家（* 1975年）[17]
- 1月5日 - 林光、日本の作曲家（* 1931年）[18]
- 1月6日 - 足立明、日本の放送作家（* 1936年）[19]
- 1月6日 - ウィリアム・フランシス・マクベス、アメリカの作曲家、指揮者（* 1933年）[20]
- 1月7日 - 二谷英明、日本の俳優、元長崎放送アナウンサー（* 1930年）[21]
- 1月7日 - 西條キロク、日本の作曲家（* 1938年）[22]
- 1月7日 - 和田秀男、日本の数学者、上智大学名誉教授（* 1940年）[23]
- 1月7日 - 栃纒勇光、日本の元大相撲力士【春日野部屋所属】（* 1954年）[24]
- 1月7日 - 朝南かつみ、日本のイラストレーター（* 生年不詳）[25]
- 1月8日 - 西山松之助、日本の歴史学者、東京教育大学名誉教授（* 1912年）[26]
- 1月8日 - 林巨樹、日本の言語学者（日本語学）、青山学院大学名誉教授（* 1924年）[27]
- 1月8日 - アレクシス・ワイセンベルク、ブルガリアのピアニスト（* 1929年）[28]
- 1月8日 - 吉谷宗夫、日本の政治家、元栃木県足利市長、元栃木県議会議員（* 1930年）[29]
- 1月8日 - 玉木宏樹、日本の作曲家（* 1943年）[30]
- 1月9日 - 藤縄正勝、日本の元官僚【元労働省事務次官】（* 1922年）[31]
- 1月9日 - 小泉淳作、日本の画家（* 1924年）[32]
- 1月9日 - 藤沼貴、日本のロシア文学者（* 1931年）[33]
- 1月9日 - マラム・バカイ・サニャ、ギニアビサウの政治家、政治学者、大統領（* 1947年）[34]
- 1月10日 - ゲヴォルク・ワルタニャン、イラン系アルメニア人の旧ソビエト連邦諜報部諜報員（* 1924年）
- 1月10日 - 桜井孝雄、日本の元プロボクサー、第12代東洋バンタム級王者（* 1941年）[35]
- 1月11日 - 立原淳平、日本の俳優（* 1951年）[36]
- 1月11日 - モスタファ・アフマディローシャン、イランの原子物理学者（* 1979年?）[37]
- 1月12日 - 別宮貞雄、日本の作曲家（* 1922年）[38]
- 1月12日 - レジナルド・ヒル、イギリスの推理作家（* 1936年）[39]
- 1月12日 - MS1、メキシコ出身の男性プロレスラー（* 1956年）[40]
- 1月13日 - ラウフ・デンクタシュ、北キプロス・トルコ共和国の政治家、同国初代大統領（* 1924年）[41]
- 1月13日 - ミリャン・ミリャニッチ、旧ユーゴスラビアの元サッカー選手、サッカーユーゴスラビア代表元監督（* 1930年）[42]
- 1月14日 - 西本馨、日本の将棋棋士（* 1923年）[43]
- 1月14日 - 中島誠、日本の文芸評論家（* 1930年）[44]
- 1月14日 - 堀本律雄、日本の元プロ野球投手【読売ジャイアンツ所属】（* 1935年）[45]
- 1月15日 - マヌエル・フラガ・イリバルネ、スペインの政治家（* 1922年）[46]
- 1月15日 - エド・ダーウィンスキ、アメリカの軍人、政治家（* 1926年）[47]
- 1月15日 - 里居正美、日本の俳優（* 1935年）[48]
- 1月15日 - 日出英輔、日本の政治家、元自由民主党参議院議員（* 1941年）[49]
- 1月15日 - 布谷文夫、日本のロックシンガー（* 1947年）[50]
- 1月15日 - 坂井宏朱、日本のオートレース選手（* 1984年）[51]

## 16日 - 31日
- 1月16日 - 橋達也、日本のコメディアン（* 1937年）[52]
- 1月16日 - 神田福丸、日本の端唄・邦楽演奏家（* 1938年）[53]
- 1月16日 - グスタフ・レオンハルト、オランダのチェンバロ奏者（* 1928年）[54]
- 1月16日 - 飯田忠雄、日本の政治家、元参議院議員、元衆議院議員（* 1912年）[55]
- 1月16日 - エフロン・アトキン、イスラエルの男性俳優、声優 (* 1952年) [56]
- 1月17日 - 山本卓眞、日本の実業家、コンピュータ技術者、富士通元社長・会長（* 1925年）[57]
- 1月17日 - 山口桂三郎、日本の美術史家、立正大学名誉教授（* 1928年）[58]
- 1月17日 - ジョニー・オーティス（英語版）、アメリカのR&B歌手（* 1921年）[59]
- 1月19日 - 松山譲、日本の政治家、元福岡県議会議員（* 1933年）[60]
- 1月19日 - ウィンストン・ライリー、ジャマイカの音楽プロデューサー（* 1946年）[61]
- 1月19日 - サラ・バーク、カナダの女子スノーボード・ハーフパイプ選手（* 1982年）[62]
- 1月20日 - 河原武雄、日本の元アナウンサー【日本放送協会所属】（* 1913年）[63]
- 1月20日 - 佐伯義勝、日本の写真家（* 1927年）[64]
- 1月20日 - 蟹江嘉信、日本の経済人・経営者、カゴメ株式会社元代表取締役社長（* 1929年）[65]
- 1月20日 - エタ・ジェイムス、アメリカのR&Bシンガー（* 1938年）[66]
- 1月20日 - イジー・ラシュカ、チェコの元スキージャンプ選手、指導者（* 1941年）[67]
- 1月21日 - 岡松和夫、日本の国文学者、小説家（* 1931年）[68]
- 1月21日 - 村田栄一、日本の教育評論家（* 1935年）[69]
- 1月21日 - 新井豊美、日本の詩人（* 1935年）[70]
- 1月21日 - サウード・ナシール・アル・サーウド・アル＝サバー、クウェートの政治家、外交官。元駐米大使、石油相（* 1944年）[71]
- 1月21日 - 石岡瑛子、日本のアートディレクター、デザイナー（* 1938年）[72]
- 1月22日 - 中村克郎、日本の医師、日本戦没学生記念会「わだつみ会」元理事長（* 1926年）[73]
- 1月23日 - 堀部隆次、日本のアコーディオン奏者（* 1921年）[74]
- 1月23日 - 小島貞博、日本の競馬調教師、元騎手【日本中央競馬会所属】（* 1951年）[75]
- 1月24日 - 山田野理夫、日本の小説家（* 1922年）[76]
- 1月24日 - テオ・アンゲロプロス、ギリシャの映画監督（* 1935年）[77]
- 1月25日 - 5代目鈴木三郎助、日本の実業家、味の素相談役（* 1922年）[78]
- 1月25日 - パーヴォ・ベルグルンド、フィンランドの指揮者（* 1929年）[79]
- 1月27日 - イシュトバーン・ロージャヴェルギ、ハンガリーの元陸上競技選手（* 1929年）[80]
- 1月27日 - 岩井靖、日本の実業家、プロ野球オリックス球団社長（* 1930年）[81]
- 1月28日 - 友部達夫、日本の政治家、元参議院議員、元年金党代表、元オレンジ共済組合理事長（* 1928年）[82]
- 1月28日 -  橋本肇、日本の映画制作者、毎日映画社取締役製作部長（* 1952年）[83]
- 1月29日 - オスカル・ルイージ・スカルファロ、イタリアの政治家、第9代イタリア共和国大統領（* 1918年）[84]
- 1月29日 - 牟礼慶子、日本の詩人（* 1929年）[85]
- 1月29日 - 河野典生、日本の小説家（* 1935年）[86]
- 1月29日 - フランソワ・ミゴール、フランスの元レーシングドライバー（* 1944年）[87]
- 1月30日 - 川原正人、日本の実業家、元日本放送協会会長（* 1921年）[88]
- 1月30日 - 久世敏雄、日本の心理学者、名古屋大学名誉教授（* 1931年）[89]
- 1月31日 - ドロテア・タニング、アメリカのシュルレアリスムの画家、版画家、彫刻家、作家（* 1910年）[90]
- 1月31日 - 岩田弘、日本の経済学者・マルクス経済学研究者（* 1929年）[91]
- 1月31日 - 川勝正幸、日本のフリーライター、編集者（* 1956年）[92]
- 1月31日 - マイク・ケリー、アメリカ合衆国の現代美術家（* 1954年）[93]